# Thomas (krater)
För andra betydelser, se Thomas (olika betydelser).
Thomas är en nedslagskrater på planeten Venus. Thomas har fått sitt namn efter den amerikanska lingvisten M. Carey Thomas.
Kratern har en diameter på ungefär 25 km.